# Siska Goeminne
Siska Goeminne (Deinze, 30 oktober 1968) is een Belgische schrijver van kinderboeken.

## Leven
Als kind begon Goeminne in Olsene met schrijven. Ze droomde ervan om schrijfster te worden en enkele van haar verhalen verschenen in het jongerentijdschrift Top. Ze studeerde verder Germaanse talen en Kunst en cultuurbeleid in Leuven, waar ze haar liefde voor taal verder ontwikkelde. Ze werkte een tijdje aan de universiteit, vervolgens bij een afdeling van het CLB en was enkele jaren redacteur bij uitgeverij Clavis. In 2005 begon ze als voltijds auteur.

## Werk
Goeminne debuteerde als auteur in 2001. Haar eerste boek, Het hoofd van Marieke, is een samenspel tussen woorden en prenten en beeldt de abstracte gedachten van het meisje uit. Haar inspiratie komt uit een gesprek over nadenken, met haar toen zevenjarige dochter Marieke. Intussen schreef Goeminne heel wat bij elkaar – niet alleen eigen fictie, maar ook luisterboeken, poëzie, kortverhalen en boeken voor jongvolwassenen. Daarnaast schrijft ze informatieve boeken en vertaalt ze regelmatig prentenboeken. In 2012 verschijnt haar eerste jeugdroman Raak me dan, als je kan.
De schrijfster schrijft veel over relaties en familiebanden in haar boeken. Zowel in De billen van Mamoe, als Ik was een steen en Het fantastische verhaal van Ferre en Frie, speelt de relatie tussen grootouder en kleinkind een belangrijke rol. In Het fantastische verhaal van Ferre en Frie worden de tekeningen gemaakt door haar zoon Jef, die net als Ferre graag tekent. Ze werkt voor de illustraties onder andere samen met Wim Opbrouck en Annemie Berebrouckx.
"Ze schrijft in een trefzekere, poëtische taal over hoe kinderen en jongeren de wereld ervaren. Een pure verwoording van de emoties en gedachten van de personages staat voorop en ze is dan ook meermaals gelauwerd voor haar werk."

## Bekroningen
- 2004: Boekenwelp voor De billen van Mamoe